# Francesco Sampieri
Francesco Sampieri (Bologna, 13 settembre 1790 – Bologna, 19 ottobre 1863) è stato un compositore italiano naturalizzato francese.

## Biografia
Il marchese Francesco Giovanni Sampieri era membro onorario dell'Accademia Filarmonica di Bologna.
Con la moglie, la celebre salottiera Anna De Gregorio detta la Sampireina , accoglieva volentieri gli artisti che passavano per la città di Bologna. Fece rappresentare le sue opere sulle scene di Milano, Napoli, Ferrara, Firenze e a Bologna, sua città di nascita. Ogni tanto, lui scrisse qualche parte nelle opere di altri musicisti: così, il 21 marzo 1817, la cavatina di Amira, eseguita da Elisabetta Manfredini, nella seconda parte del Ciro in Babilonia di Gioachino Rossini. Assunse anche la direzione dell'esecuzione di alcune opere, per esempio del Mosè di Rossini, nelle sale della Società del Casino in Bologna l'anno 1829, oppure il Guglielmo Tell dello stesso Rossini, allo stesso posto, durante la quaresima 1836.
Durante gli avvenimenti del 1848, lui preferì andare a Parigi dove si stabilì. Vi morì all'inizio di novembre 1863.

## Opere

### Cantate
- La nascita del re di Roma, nelle sale della Società del Casino di Bologna, il 5 luglio 1811, con Luigi Campitelli, Elisabetta Manfredini e Luigi Zamboni[6].
- Deucalione nel Casino di Bologna, durante la quaresima 1813, con Gennaro Simoni, Isabella Colbran e Geltrude Righetti[7].
- Fille, Licori e Clori, il 19 giugno 1814, con Luigia Anti[8]

### Opere liriche
- Matilde, duchessa di Spoleto, al Teatro della Pallacorda di Firenze, nel 1815[9].

- Oscar e Malvina, opera in due atti, al Teatro Re di Milano, nel carnevale 1817[1][10]
- L'Aria di Violante ne Lo sprezzatore schernito, scritta con altri compositori, il 22 novembre 1816 al Teatro della Pergola di Firenze[11].
- Il trionfo di Emilia, al Teatro Argentina di Roma, il 19 gennaio 1818 e durante il carnevale[12].
- Valmiro e Zeida, a Napoli, il 26 settembre 1821, con Giacomo David e Isabella Colbran nei ruoli del titolo[1][13].
- La foresta d'Ostropol, al Teatro del Fondo di Napoli, il 23 febbraio 1822[1] e durante il carnevale[14].
- Gl'illinesi, al Gran Teatro di Bologna, il 7 maggio 1823 e durante il resto della primavera[15].
- Pompeo in Siria, alla Scala di Milano, il 4 aprile 1825 e durante la primavera, con Filippo Galli, Rosmunda Pisaroni e Marietta Sacchi[16][17].